# Закон народонаселения Маркса
Закон народонаселения Маркса — специфический экономический закон, сформулированный Карлом Марксом. Заключается в следующем. Наличие избытка рабочих рук и невозможность поглощения промышленностью больших масс населения не являются следствием той или иной абстрактной численности рабочего населения, а обусловливаются масштабами капиталистического накопления и циклическим характером капиталистического производства.
По мере развития производства рабочее население делает себя относительно избыточным, производя дополнительный капитал. Рост численности населения, по мнению Маркса, противостоит регрессу и уничтожению. Он также считает, что есть социальные, а не природные ограничители роста населения.
Капиталистическое перенаселение:
1. население, не участвующее в производстве (никогда не бывает избыточным, всегда необходимо для потребления произведенного, чтобы функционировало капиталистическое производство)
2. безработные (имеют потребности, но не средства их удовлетворения, обуза, их становится больше благодаря влиянию научно-технического прогресса на развитие средств производства)

Решение проблемы Маркс видит в изменении способа производства, отказе от погони за экономической эффективностью и прибылью как главными целями деятельности.